# Галкин, Александр Иванович
Александр Иванович Га́лкин (5 сентября 1948, Курск — 4 ноября 2018, Курск) — советский футболист, игрок в хоккей с мячом. Заслуженный тренер РСФСР (1991). Футбольный судья.

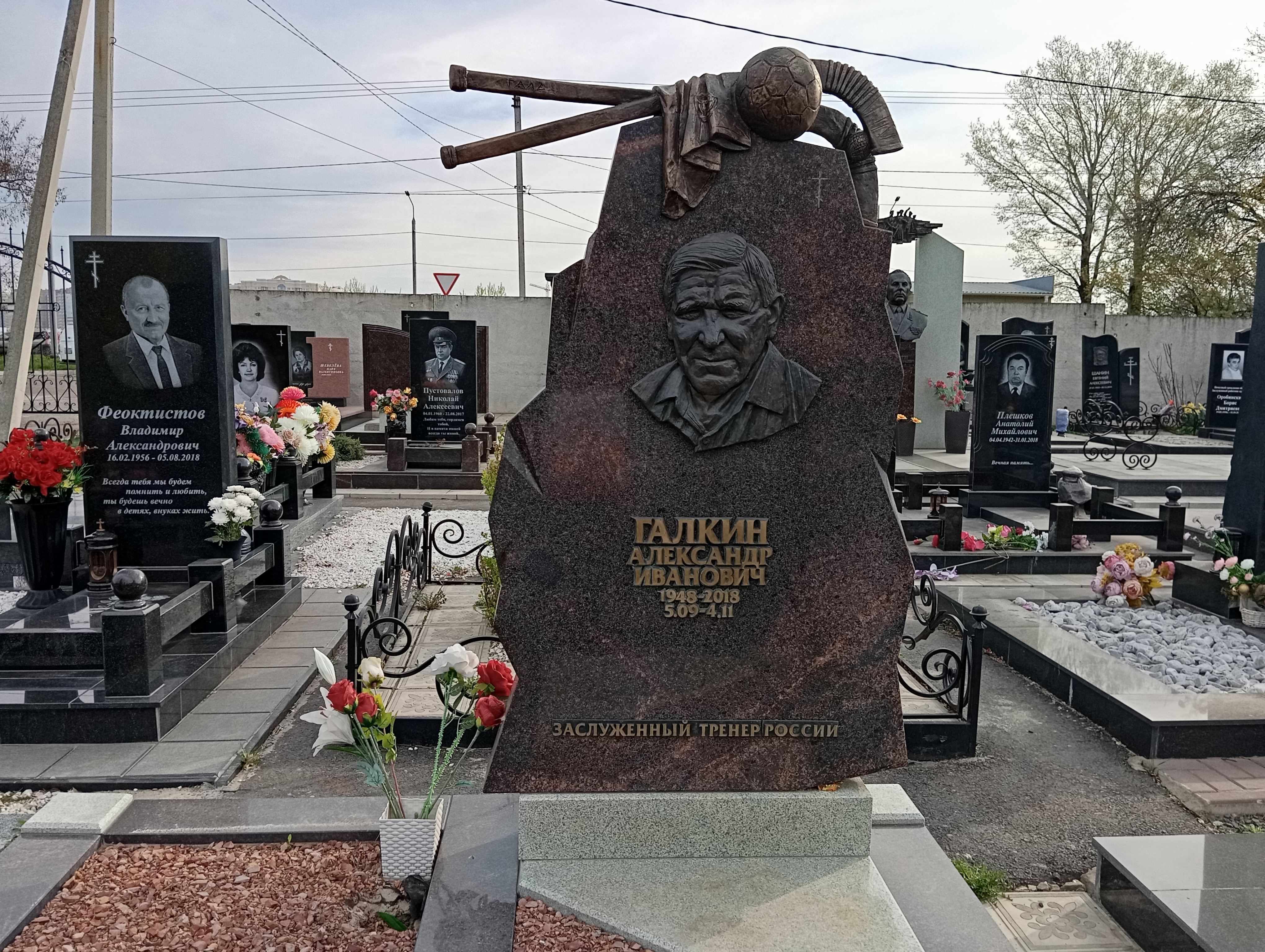

## Биография
Александр Галкин родился 5 сентября 1948 года в Курске. С детства одновременно занимался футболом и хоккеем с мячом. В 1961—1964 годах — в курском «Динамо», затем перешёл в «Трудовые резервы». В хоккее начинал защитником, позже стал нападающим, в футболе постоянно играл в обороне. В Курской области был признан лучшим игроком в хоккей с мячом. В 1975 г. окончил Смоленский государственный институт физической культуры.

### Хоккей с мячом
Выступал за курские команды «Труд»/«Искра» (1965—1972; 1978—1980 — играющий тренер), «Авангард» (1973—1978), «Торпедо» (1980/81 — играющий тренер), «Электрон» (1981—1983 — играющий тренер), «Локомотив» (Могоча) (1972/73). В чемпионате СССР провёл 30 матчей, забил один мяч (все в составе «Труда»). Лучший нападающий финального турнира второй лиги 1981.

### Футбол
С 1965 года — в команде класса «Б»/второй лиги «Трудовые резервы» Курск. Армейскую службу проходил в дубле ЦСКА (июнь — сентябрь 1971), «Искре» Смоленск (октябрь — ноябрь 1971), СКА Чита (1972 — июль 1973). С августа 1973 — вновь в курской команде, носившей уже название «Авангард». В 1978 году был в команде играющим тренером. В 1979 году тренировал команду завода «Электроаппарат», в 1980—1983 — футбольный и хоккейный клубы завода «Счётмаш». В 1982—1985 годах возглавлял федерацию футбола Курской области. В июле 1983 — августе 2003 на протяжении 21 сезона был главным тренером «Авангарда», что является рекордом для советского и российского футбола. Также работал в «Авангарде» президентом (1999—2002) и техническим директором (2003 —2004). С 2016 по 2017 год — помощник руководителя по безопасности.
Более 15 лет входил в Совет ПФЛ. Член исполкома Федерации футбола Курской области.
С 1984 года работал футбольным арбитром. Судья республиканской категории. Судил матчи первой лиги в 1985—1987.
В 2013 году тиражом 150 экземпляров вышла книга спортивного журналиста Е. А. Новикова «Легенда курского спорта. Галкин», 104 стр.
Скончался 4 ноября 2018 года. Похоронен на Северном кладбище г. Курска

## Награды
- «Заслуженный тренер РСФСР» (1991)[6]
- Знак «Отличник физической культуры и спорта РФ» (1999)
- Знак «За заслуги в развитии физической культуры и спорта РФ» (2002)
- «Благодарственное письмо» губернатора Курской области (2008)[7]
- «Почетный работник физической культуры и спорта РФ» (2012)[2]
- Знак "За особые заслуги перед городом Курском" (2015)[2]